# Liza Lim
Liza Lim (Perth, Australia, 30 de agosto de 1966) es una compositora australiana.
Lim escribe música de concierto (música de cámara y orquestal) así como teatro musical, y ha colaborado con artistas en proyectos de instalación y vídeo. Su trabajo refleja intereses en culturas rituales asiáticas, estéticas del arte aborigen australiano y muestra influencia de prácticas musicales no occidentales.

## Biografía
Lim Nació en Perth, Western Australia, de padres chinos.  Eran doctores que durante su juventud pasaron largos periodos trabajando y estudiando en Brunéi. A la edad de 11 años, fue animada por sus profesores en el Colegio Presbiteriano de Niñas en Melbourne a cambiar sus estudios de piano y violín por la composición. Ha dicho que "le debe todo a ellos". Lim obtuvo su Doctorado en la Universidad de Queensland, su Maestría en Música en la Universidad de Melbourne (1996), y su Bachelor en Artes en el Victorian College of the Arts (1986). Estudió composición en Melbourne con Richard David Hames y Riccardo Formosa, y en Ámsterdam con Ton de Leeuw. Ha dado clases como invitada en Darmstadt, la Universidad de California, San Diego, Cornell University, Getty Research Institute, varias universidades australianas y en el Festival Agora del IRCAM. Fue además profesora de composición en Universidad de Melbourne en 1991. Lim fue curadora invitada en la 'twilight concert series' del Adelaide Festival of Arts en 2006.
Lim ha recibido encargos de algunos de los intérpretes más eminentes a nivel mundial, incluyendo Los Angeles Philharmonic (para quienes escribió Ecstatic Architecture para su temporada inaugural en el Disney Concert Hall diseñado por Frank Gehry), Ensemble Intercontemporain, Ensemble Modern, Orquesta de Sinfonía de la BBC, Arditti String Quartet y Cikada Ensemble. Su trabajo ha sido presentado en festivales como Festival d'automne à Paris, MaerzMusik, en el Berliner Festspiele, Bienal de Venecia, Festival de Huddersfield, y los más importantes festivales australianos.
Desde 1986, Lim ha trabajado continuamente con miembros del ELISION Ensemble; estando casada con Daryl Buckley, su director artístico. En 2005, Lim fue nombrado compositora-en-residencia con la Orquesta Sinfónica de Sídney por dos años. Entre otras obras, la orquesta encargó—conjuntamente con la radio Radio Baviera —su obra The Compass; en su estreno el 23 de agosto de 2006 en la Sydney Opera House fue dirigida por Alexander Briger, y William Barton como solista en didgeridoo.
Patrocinada por el Servicio de Intercambio Académico alemán, pasó un año entre 2007-2008 como artista-en-residencia en Berlín, donde escribió su tercera ópera, The Navigator, inspirada en Tristán e Isolda, con libretto de Patricia Sykes. Lim se ha desempeñado como profesora titular de composición en la Universidad de Huddersfield desde marzo de 2008.
En marzo de 2017 se anunció su incorporación como docente al departamento de composición del Conservatorio de Sídney.

## Obras seleccionadas

### Obras escénicas
- 1991–93 The Oresteia. A Memory Theatre, ópera
- 1994–95 Bar-do'i-thos-grol, instalación performática de 7 noches basada en el Libro Tibetano de los muertos, del artista Domenico de Clario
- 1991–99 Yuè Lìng Jié (Moon Spirit Feasting), una ópera de calle ritual china, con libretto de Beth Yahp
- 2005 Glass House Mountains, obra de instalación con la artista Judy Watson
- 2008 The Navigator, ópera para 5 cantantes, 16 instrumentos y electrónica, con libretto de Patricia Sykes

### Obras orquestales
- 1994–95 Sri-Vidya, Utterances of Adoration for choir and orchestra
- 1996 The Alchemical Wedding para orquesta (22 instrumentos)
- 2001–02 Ecstatic Architecture, encargada para la temporada inaugural del Walt Disney Concert Hall
- 2004 Immer Fliessender (Ever Flowing), pieza para acompañar la novena sinfonía de Gustav Mahler
- 2005 Flying Banner, "Fanfarria" para orquesta, basada en Wang To
- 2005–06 The Compass para orquesta, con flauta y didgeridoo solistas
- 2010 Pearl, Ochre, Hair String para orquesta
- 2010 The Guest para orquesta y flauta dulce solista

### Obras para ensamble
- 1988–89 Garden of Earthly Desire para flauta, oboe, clarinete, guitarra eléctrica, mandolina, arpa, violín, viola, violonchelo, contrabajo, percusión
- 1989 Voodoo Child para soprano, flauta/piccolo, clarinete, violín, violonchelo, trombón, piano, percusión
- 1990 Diabolical Birds para piccolo, clarinete bajo, piano, violín, violonchelo, vibráfono
- 1993 Li Shang Yin para soprano de coloratura y 15 instrumentos
- 1995 Street of Crocodiles para flauta, oboe, saxofón alto, trombón alto, cimbalom, violín, viola, violonchelo, violonchelo barroco
- 1999 Veil para flauta/flauta bajo, clarinete bajo, trompeta en Do, percusión, piano, violín, violonchelo
- 2001 Machine for Contacting the Dead para 27 instrumentos
- 2005 Songs Found in Dream para oboe, clarinete bajo, saxo alto, trompeta, 2 percusionistas, viola, chelo
- 2005 Mother Tongue para soprano y 15 instrumentos, con poemas de Patricia Sykes[4]
- 2006 Shimmer Songs para cuarteto de cuerdas, arpa, 3 percusionistas
- 2006 City of Falling Angels para 12 percusionistas
- 2007 Sensorium para soprano, flauta dulce tenor en do, arpa barroca, y viola d'amore
- 2010–11 Tongue of the Invisible, obra para pianista improvisador, barítono y 16 músicos
- 2014 Winding Bodies: 3 Knots para flauta alto, clarinete bajo, piano, percusión, violín, viola, violonchelo y contrabajo

### Música de cámara
- 1996 Inguz (Fertility) para clarinete en La, violonchelo
- 1997 The Heart's Ear para flauta/piccolo, clarinete, violín I, violín II, viola, violonchelo
- 1999 Sonorous Bodies para koto y voz solista, en colaboración con la video-artista Judith Wright
- 2004 In the Shadow's Light para cuarteto de cuerdas, encargo del Festival d'automne à Paris para el Kairos Quartett
- 2004–05 The Quickening para soprano y qin, encargo del Festival d'Automne à Paris
- 2008 Ochred String para oboe, viola, chelo, contrabajo
- 2013–14 The Weaver's Knot para cuarteto de cuerdas

### Obras solistas
- 1992 Amulet para viola
- 1997 Philtre para Hardanger fiddle o violín con afinación alternativa
- 2007 Wild Winged–one para trompeta
- 2007 Weaver–of–Fictions para flauta dulce Ganassi alto
- 2007 The Long Forgetting para flauta dulce Ganassi tenor
- 2008 Well of Dreams para trombón alto
- 2008 Sonorous Body para clarinet en Si♭
- 2011 Love Letter para instrumento solo

## Premios y nominaciones

### Premios APRA de Música Clásica
Los premios APRA de Música Clásica son presentados anualmente por la Asociación Oceánica de Derechos de Autor (APRA) y el Centro de Música Australiana (AMC).
| Year | Nominee/work                                                                              | Award                                      | Result   |
| ---- | ----------------------------------------------------------------------------------------- | ------------------------------------------ | -------- |
| 2007 | Flying Banner (After Wang To) (Liza Lim) – Sydney Symphony, Gianluigi Gelmetti (director) | Obra orquestal del año                     | Ganadora |
| 2007 | Liza Lim – Sydney Symphony Composer Residency                                             | Contribución sobresaliente de un individuo | Nominada |

- 1996 Australia Council fellowship
- 1996 (inaugural) Young Australian Creative Fellowship
- 2002 APRA Classical Music Award (Mejor composición)
- 2004 Paul Lowin Award por Ecstatic Architecture